# Emilia Águila
María Francisca De Paula Emiliana Ninfa Águila Moya (Jalapa, Veracruz; 7 de enero de 1860 -  Ciudad de México, 15 de agosto de 1940) fue primera dama de México de 1913 a 1914 por ser la esposa del presidente Victoriano Huerta, quien dio un golpe de Estado contra el gobierno de Francisco I. Madero.

## Primeros años y matrimonio
Procedente de una familia criolla que perdió buena parte de su riqueza durante la intervención francesa; Emilia Águila nació en 1860 en Xalapa, Veracruz, siendo la cuarta de los siete hijos - María Guadalupe (1854), Mercedes (1858), José Joaquín (1859), Ana Victoria (1863), María de la Luz (1866) e Hilario (1867) - del comerciante Marcos Águila Albarrán y su esposa María Concepción Moya Salazar, que gozaban de buena posición económica y que se habían casado el 18 de octubre de 1853. Fue bautizada el 12 de noviembre de 1860 en la parroquia San Sebastián Mártir de la Ciudad de México. Conoció al general Victoriano Huerta mientras él se encontraba en Veracruz haciendo labores topográficas. Contrajeron matrimonio el 21 de noviembre de 1880 en el templo de la parroquia de la Santa Veracruz en la Ciudad de México, cuando ella tenía 20 años y él 30; procrearon trece hijos de los cuales solo ocho sobrevivieron.
Cuando el general Joaquín Maas Flores y su hermana Mercedes Águila se casaron el 26 de febrero de 1879, Huerta se dio a la bebida pues estaba enamorado de ella, llegando a apadrinarle al hijo de ambos, el también general Joaquín Maas Águila. El matrimonio Huerta Águila no era feliz: eran sabidas las frecuentes francachelas del general y sus amoríos con muchas mujeres, llegando incluso a acosar a varias de ellas, como a la tiple María Caballé.

## Primera dama de México
Los años del matrimonio Huerta Águila transcurrieron entre Veracruz y la Ciudad de México, lugar donde el general se dedicó a hacer buena parte de su trayectoria militar y a ocupar cargos en la administración pública. Emilia se consagró por completo al cuidado de su hogar y a atender a su esposo y a su numerosa progenie. Tras el golpe de Estado fulminante que terminó con el gobierno de Francisco I. Madero, y con el asesinato posterior de este personaje y el vicepresidente Pino Suárez, en el mes de febrero de 1913 el general Huerta asumió la presidencia de la República y a Emilia, por ende, le correspondió ejercer como primera dama.
La señora Huerta cumplió con las obligaciones propias de una esposa de un mandatario. Asistió a fiestas oficiales, organizó conciertos y festivales para la beneficencia a los que invitaba a militares, a los ministros y al cuerpo diplomático con sus esposas; siempre acudía elegantemente vestida. La celebración social más importante que se efectuó durante la administración del general Huerta fue la boda de su hija Luz con el capitán primero del Estado Mayor Luis Ignacio Carlos Fuentes Basauri. La boda se llevó a cabo en el templo de San Cosme, habiendo sido bendecidos por el arzobispo José Mora y del Río. Después se ofreció un banquete para trescientas personas en la casa familiar Huerta en la colonia San Rafael, donde permanecieron durante los meses que el general ejerció como presidente en lugar de mudarse a la residencia presidencial, el Castillo de Chapultepec. El vestido de Luz fue hecho en París, y en la corte nupcial desfilaron diez damas vestidas hermosamente y diez caballeros portando trajes de gran gala. Entre los invitados se encontraban antiguos influyentes y destacados aristócratas porfiristas.

## Años posteriores y muerte
El fin para el régimen de Huerta llegó en 1914, cuando, por presiones del nuevo presidente de Estados Unidos Woodrow Wilson, los europeos retiraron su apoyo. Además envió sus tropas a Veracruz. Pese a ello, Huerta dio batalla y no fue derrocado sino hasta que el entonces gobernador de Coahuila, Venustiano Carranza, se levantó en armas contra él, al igual Emiliano Zapata, Francisco Villa y Felipe Ángeles. Al ver la situación, y a sabiendas de que sería derrotado seguramente, Huerta huyó del país con toda su familia. Se asientan en Barcelona, tierra natal de su yerno Francisco Colom Prat. Huerta no resistió estar tan lejos de México, por ello decide acercarse más a su país y se establece en Estados Unidos. Emilia regresó con sus hijos, yernos y nietos a bordo del buque "Manuel Calvo"; se establecieron en Nueva York el 13 de mayo de 1915. Huerta, por su parte, se va a Texas, donde empieza a planear su regreso a México. La Primera Guerra Mundial hace que los alemanes pretendan ayudarle para conseguir, a cambio, apoyo a su conveniencia. El espionaje británico descubrió la intriga e hicieron encarcelar a Huerta en la prisión militar de Fort Bliss, donde murió de cirrosis en 1916.
Emilia Águila y su numerosa familia, que con el pasar de los años creció mucho, vivieron en La Habana y después en San Antonio por un tiempo, luego de que falleciera Victoriano. Regresaron a México, a su casa particular en la colonia San Rafael de la capital. Ahí moriría Emilia a los ochenta años de edad el 15 de agosto de 1940; dejando siempre patente el recuerdo a sus nietos de su abuelo Victoriano Huerta como un hombre borracho, mal hablado y mujeriego, de quien había quedado viuda más de dos décadas antes de su muerte.